# Општина Салча (Мехединци)
Салча (рум. Salcia) општина је у Румунији у округу Мехединци.
Oпштина се налази на надморској висини од 41 m.